# 수에즈 운하회사
수에즈 회사(Suez Company) 또는 수에즈 운하회사(Suez Canal Company, 정식 이름: Compagnie universelle du canal maritime de Suez(수에즈 해양 운하의 보편 회사)), 프랑스어로 구어적으로 Le Suez("수에즈")라고 불리기도 한다.는 페르디낭 드 레셉스가 이집트에 부여된 양여인 수에즈 운하를 운영하기 위해 1858년에 설립한 회사로, 이 회사는 1859년부터 1869년까지 운하를 건설했다. 초기에는 프랑스 투자자들이 회사 주식의 절반을 소유했으며, 이집트의 통치자 사이이드 파샤가 나머지 대부분을 소유했다. 1875년, 재정난으로 인해 사이이드의 후계자인 이스마일 파샤는 나라의 주식을 영국 정부에 팔아야 했다. 수에즈 회사는 1956년 이집트의 새로운 대통령 가말 압델 나세르가 양여를 취소하고 운하 운영을 국영 수에즈 운하 관리청으로 이전하여 수에즈 위기를 초래할 때까지 운하를 운영했다.
운하 양허권을 상실한 후 수에즈 회사는 이집트 정부로부터 재정적 보상을 받았고, 마지막 지불은 1962년에 이루어졌으며, 이 자원을 사용하여 프랑스에서 주요 투자 및 지주 회사로 재창조되었다. 1958년에 Compagnie financière de Suez("수에즈 재정 회사")로 이름을 변경했고, 1967년에는 다시 Compagnie financière de Suez et de l'Union parisienne으로 이름을 변경했다가 1972년에 원래 이름으로 되돌렸다. 1982년에 국유화되었고, 1987년에 민영화되었다. 1988년에는 소시에테 제네랄 드 벨지크의 지배권을 획득했고, 1990년에는 다시 Compagnie de Suez로 이름을 변경했다. 1997년에는 수자원 및 건설 대기업인 리오네즈 데조와 합병하여 수에즈-리오네즈 데조를 형성했다. 합병된 회사는 2001년에 수에즈로 이름을 변경했고, 이후 여러 차례 합병, 분사 및 구조 조정을 거쳐 에너지 회사인 엔지와 물 및 폐기물 관리 회사인 수에즈가 탄생했다.

## 배경

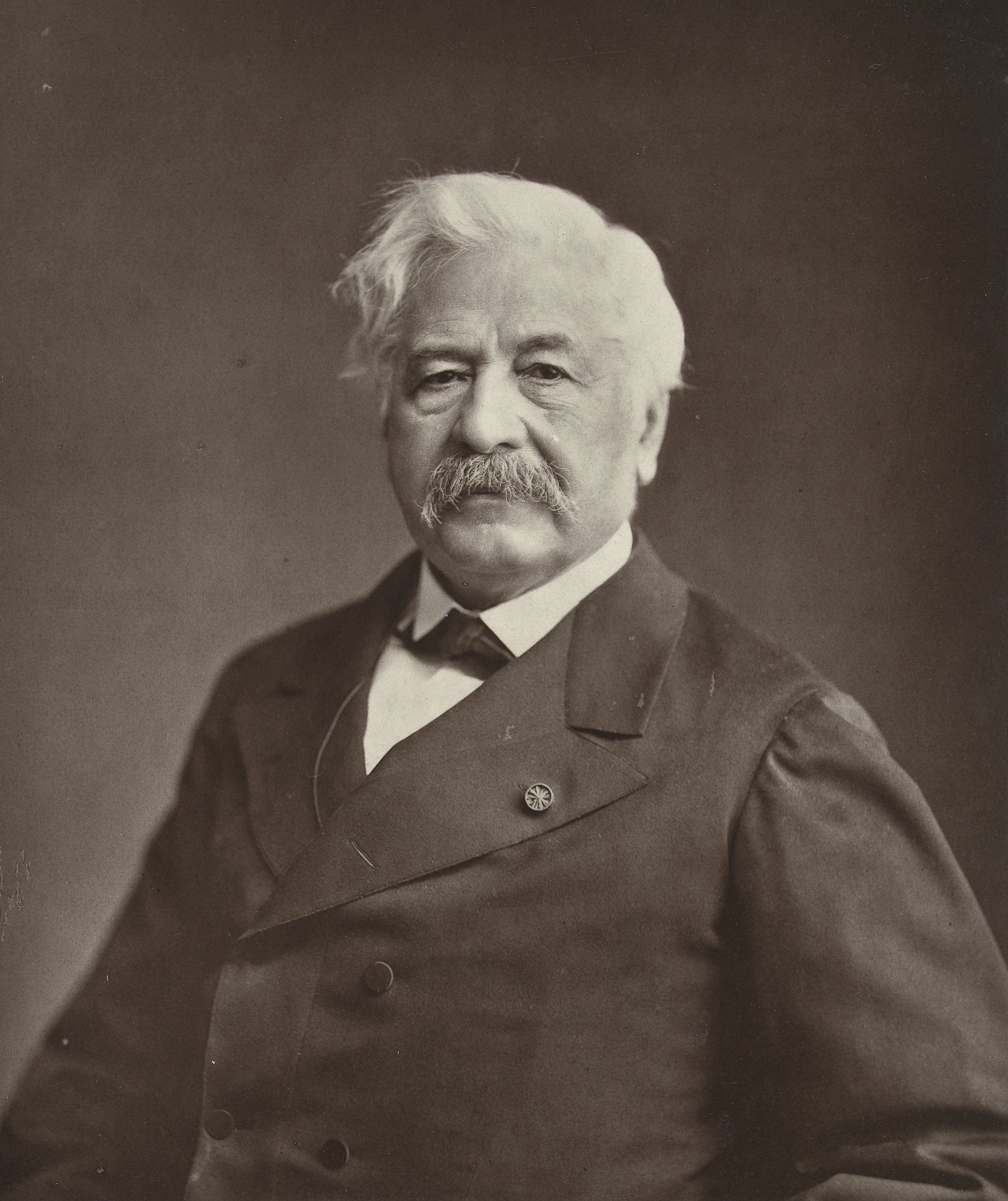
1870년대 나다르가 촬영한 페르디낭 드 레셉스

### 초기 운하 양허 (1854년)
레셉스가 조립하고 1854년 사이드가 승인한 초기 양허권에는 다음 사항이 포함되었다: 연간 이익의 10%는 설립자에게, 15%는 이집트 정부에, 75%는 주주에게 할당되었다. 운하의 경로가 직접적일지 간접적일지(나일강에서)에 대한 규정은 없었다. 회사는 채석장을 자유롭게 이용하고 장비를 무관세로 수입할 권리를 부여받았다.
그 초기 양허에서 회사의 창립 멤버들은 운하 수익의 10%를 받기로 되어 있었다. 이 멤버들에는 프랑수아 바르텔레미 알레스-뒤푸르, 루이 모리스 아돌프 리난 드 벨퐁, 리처드 콥던, 바르텔레미 프로스페르 앙팡탱, 브누아 풀드, 레셉스 및 그의 가족 여러 명, 외젠 무겔, 루이세나르(이집트 주재 네덜란드 총영사), M. 사바티에(프랑스 총영사), 사이이드 파샤 및 그의 가족 여러 명, 폴린 탈라보와 그의 형제 에드몽, 그리고 리옹과 베네치아 상공회의소 회원들이 포함되었다.

### 두 번째 운하 양허 (1856년)
1854년에 첫 양허가 승인된 후, 레셉스는 다른 관련 외국 정부로부터 운하 건설에 필요하다고 여겨지는 외교적 승인을 얻기 위해 거의 끊임없이 여행했다. 첫 양허는 이집트가 승인했지만, 당시 이집트는 오스만 제국의 행정 구역이었기 때문에, 레셉스는 오스만 궁정에 자주 가서 술탄의 대재상 메흐메트 에민 알리 파샤에게 자신의 주장을 펼쳤다. 오스만 제국은 이 아이디어에 중립적이었지만, 당시 영국의 큰 영향력 아래에 있었다. 영국은 파머스턴 경의 정책을 통해 운하 프로젝트에 대체로 반대했고, 영국 시민들은 알렉산드리아에서 카이로까지의 철도 형태의 잠재적으로 경쟁하는 프로젝트를 소유하고 있었으며, 아프리카 해상 경로를 따라 다양한 상인 창고도 소유하고 있었다. 따라서 레셉스는 1854년에서 1858년 사이에 여러 차례 영국을 방문하여 파머스턴 경과 영국 대중을 설득했다. 레셉스는 또한 로버트 스티븐슨과 심지어 앙팡탱의 운하 타당성에 대한 전문가 의견에 맞서 싸워야 했다. 레셉스는 1855년 말에 운하 경로를 다시 연구하기 위해 국제 엔지니어 조직(수에즈 지협 관통 국제 위원회)을 결성했고, 그 결과는 일반 대중에게 공개되었다.
1856년 1월, 사이드는 레셉스 회사에 첫 양허를 대체하는 두 번째 양허를 승인했다. 이 양허는 운하를 직선 경로로 정의했지만, 나일 강에서 팀사호까지 담수 운하를 건설하도록 규정했다. 다시 채굴 및 토지 권리가 포함되었고, 관대한 세금 면제도 포함되었다. 회사를 위한 노동자의 대다수(4/5)는 이집트에서 공급되어야 했고, 숙련된 노동자들은 다른 이집트 공공사업 프로젝트의 숙련된 노동자들과 동등하게 보수를 받아야 했다. 수정안은 오스만 술탄의 승인 없이는 작업이 시작될 수 없다고 규정했다. 양허를 받은 회사의 이사회는 32명의 이사로 구성되며, 각 이사는 8년 동안 재직한다. 운영 사무소는 알렉산드리아에 본부를 두며, 행정 사무소는 파리에 위치한다. 이 회사는 수에즈 해양 운하의 보편 회사로 불리게 되었다.

## 창립 및 초기 공모

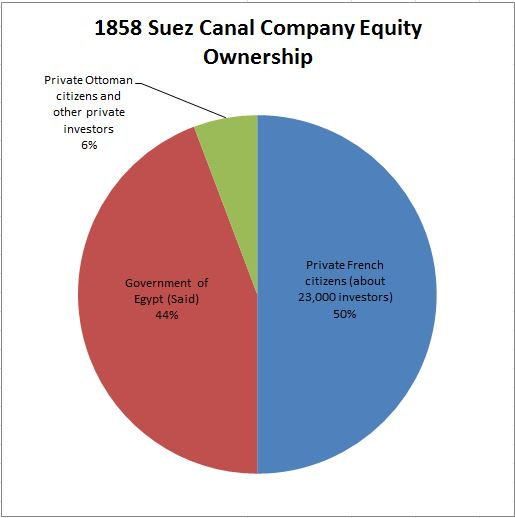
1858년 수에즈 운하 회사의 지분 소유 현황

1858년 늦은 봄, 프랑스 과학 아카데미는 운하의 공학 계획을 승인하는 공개 보고서를 발표했다. 이 보고서는 지난 20년 동안 유럽인들이 철도 건설에 120억 프랑을 지출했으며, 2억 프랑(8백만 파운드)의 비용으로 운하 건설이 가능하다는 점을 지적했다. 레셉스는 영국이나 오스만의 공식적인 승인 없이 추진했다. 1858년 10월, 레셉스는 국제 언론과 회사 대리인에게 1858년 11월 5일부터 500프랑씩 40만 주가 공개적으로 제공될 것이라고 통보했다. 이 통보에서 레셉스는 운송료를 기준으로 연간 3천만 프랑의 수입과 6년의 건설 기간을 예상했다. 공모를 준비하면서 주식은 유럽과 미국 전역의 증권사에 보내졌다. 1858년 11월 30일 공모 마감 시점에서 주식의 약 절반(약 20만 주)은 프랑스 시민의 소유였고, 다음으로 가장 큰 주식 묶음은 오스만 제국 시민의 소유였다(사이드가 약 6만 주를 매입). 영국, 러시아, 오스트리아, 미국에 할당된 주식은 매입되지 않았다. 사이드는 회사가 필요한 자본금에 도달하도록(1856년 양허에서 정의된 법인격이 되기 위해) 남은 미매입 주식(총 17만 7천 주)을 매입했다. 프랑스 투자자들이 매입한 평균 주식 수는 각 9주였다. 레셉스는 1858년 12월 15일에 회사가 공식적으로 설립되었다고 선언했다.

## 운하 건설

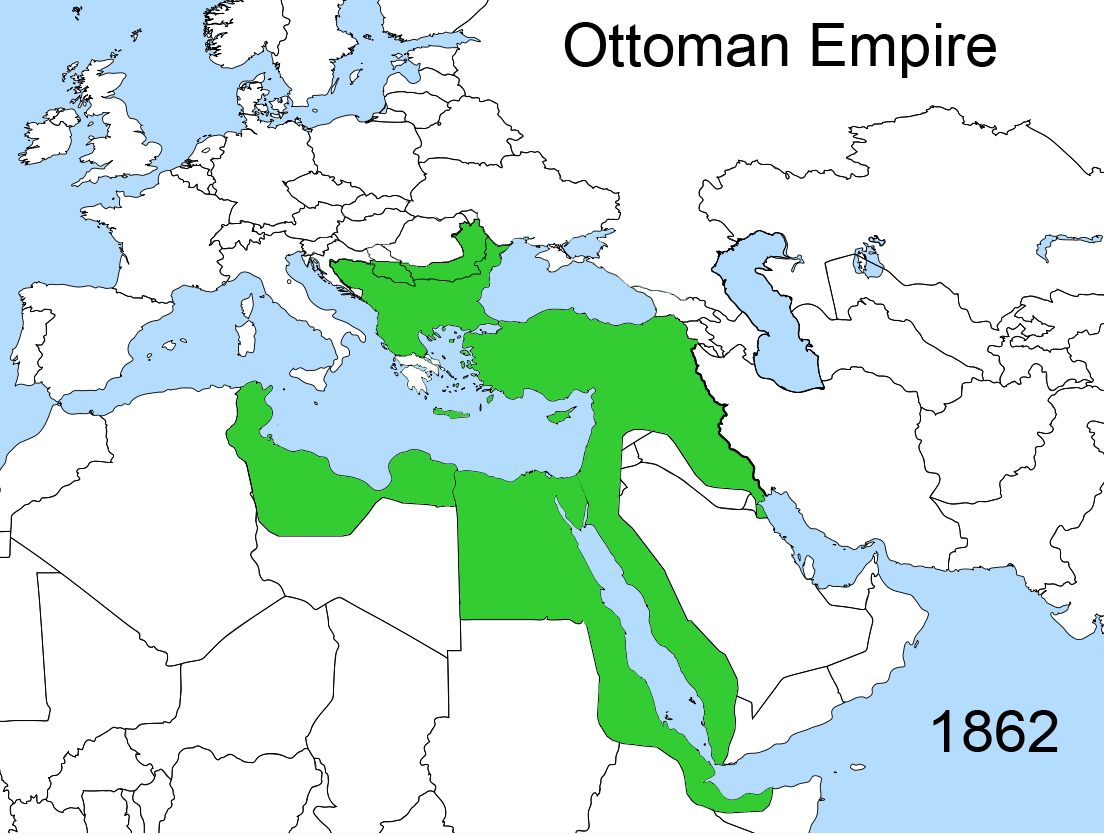
1862년 오스만 제국

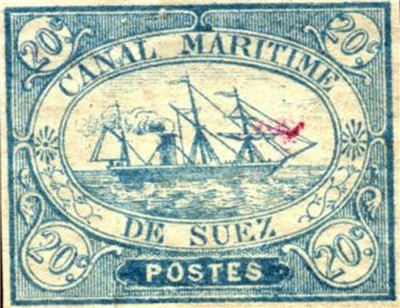
1868년 수에즈 회사 우표

수에즈 운하가 존재하기 전에는 포트사이드와 팀사호에 거주자가 거의 없었고, 그레이트비터호는 건조한 분지였으며, 식수를 찾기 어려웠다. 인프라 문제 외에도, 사이드는 1861년 나폴레옹 3세가 운하 프로젝트를 공개적으로 지원할 때까지 대규모 강제 노동을 허용하지 않았다. 그동안 1859년부터 1861년까지 회사의 수석 엔지니어 외젠 무겔과 새로운 관리자 알퐁스 아르동은 경로를 따라 담수 증류기를 계획하고 건설했으며, 나일강에서 추가 담수를 운반하고, 노동자들을 위한 주거지를 건설했으며, 방파제용 돌을 모으고, 나일강에서 노후화된 준설 장비를 조립했으며, 노동자들을 찾았다. 경로를 따라 기업도시가 생겨났다. 1860년, 회사는 경로의 11개 역을 따라 유럽인 210명과 이집트인 544명을 고용했다. 직원들은 물품을 구매할 수 있는 어음을 제공받았다. 나일강에서 팀사호까지 접근 운하를 건설하여 담수를 공급할 계획이 세워졌다. 필요한 인프라가 구축되면, 폭 8미터의 접근 운하를 포트사이드에서 팀사호까지, 나중에는 팀사호에서 홍해까지 폭파의 도움을 받아 건설할 계획이었다. 1861년에 강제 노동 사용이 승인된 후, 만잘라호 남쪽에서 작업이 진행되었으며, 최고조에 달했을 때 6만 명의 펠라인이 손으로 운하를 팠다. 경비원이 펠라인을 감시하는 데 사용되었지만, 외딴 위치와 인근의 적대적인 베두인 때문에 많은 경비원이 필요하지는 않았다. 동시에, 담수 운하는 팀사호 동쪽으로 파지고 있었다. 1862년 말에는 팀사호와 지중해를 연결하는 접근 운하가 완성되었다. 프랑수아 필리프 부아쟁은 1861년 1월에 수석 엔지니어가 되었고, 아르동의 계약은 1862년 말에 만료되었다. 이후 기계화된 굴착과 비교할 때, 이 건설 단계에서는 적은 양의 재료가 굴착되었다. 영국은 1862년에 강제 노동 사용을 크게 비난하기 시작했다.
사이드가 1863년 1월 중순에 사망하자, 1월 말, 이스마일이 오스만 술탄 압둘 아지즈에 의해 이집트의 새로운 부왕으로 자신을 확립하는 과정을 시작하기 직전에, 이스마일은 공무원 명단을 만들고 강제 노동을 폐지하는 방식으로 개혁을 확립하고 있다고 선언했다. 이스마일의 동기는 이집트 내 자신의 개인 프로젝트(면화 농장, 남북 전쟁 시작 이후 이집트로부터의 수출이 증가하고 있던, 그리고 다른 현금 작물 및 공공 사업)와 회사의 권한을 제한하는 것과 관련이 있었다. 이스마일은 곧 강제 노동이 공동선을 위한 필수적인 공공 사업(수에즈 운하 프로젝트에는 아님)에는 여전히 사용될 수 있다고 명확히 할 것이었다. 영국도 회사의 강제 노동 사용에 대해 언급했다. 이스마일은 노동 문제와 같은 예외를 제외하고는 이전 양허의 많은 부분을 지지하는 선언을 발표했다. 아지즈는 강제 노동 사용의 종료와 회사로부터 이집트로의 토지 반환을 선호했다. 이 문제는 1864년 동안 나폴레옹 3세의 중재에 회부되었다. 이스마일은 보고스 누바르 누바리안에게 이집트를 대표하여 협상하도록 승인했고, 누바르는 레셉스와 회사에 대항하여 에밀 올리비에 및 샤를 드 모르니와 동맹을 맺었다. 1864년 7월이 되어서야 나폴레옹 3세는 해결을 위한 틀을 발표했는데, 이는 1856년 양허를 구속력 있는 계약으로 받아들이고, 강제 노동 사용을 종료하며, 토지 부여를 이집트 정부에 반환하지만, 노동 및 토지 협정 위반에 대해 수에즈 운하 회사에 8천4백만 프랑의 보상을 요구하는 것이었다. 이스마일은 오펜하임 형제로부터 거의 1억 프랑의 대출을 받았다.
한편, 1863년에서 1864년까지 운하 건설은 더디게 진행되었다. 1864년 2월까지, 강제 노동은 팀사호에서 홍해까지의 접근 운하를 완성했다.
1864년 여름 나폴레옹 3세의 칙령 이후, 코르베 노동의 사용이 제한되었다. 대형 기계식 준설기가 본 운하를 굴착하기 시작했다. 1863년 12월, 부아쟁은 폴 보렐과 알렉상드르 라발레의 회사인 보렐, 라발레 앤드 컴퍼니를 고용하여 운하를 완성할 준설 및 굴착 기계를 설계, 제작 및 운영하게 했다. 보렐과 라발레는 이 프로젝트에 참여한 많은 엔지니어들처럼 에콜 폴리테크니크 동문이었다. 이 기계들은 기계 및 공작 기계의 대량 생산 시대 이전에 석탄 증기로 구동되었다. 그들은 이전에 철도 경험이 있었고, 특히 라발레는 기관차를 맞춤 제작하고, 흑해의 등대를 설계하고, 리투아니아에 터널 굴착기를 만들고, 러시아의 항구를 준설하는 기계를 만들었다. 운하 경로를 따라 철도 선로가 깔려 일부 기계를 수용했으며, 다른 기계는 바지선에 장착되었다. 다양한 토양 유형으로 인해 12가지 이상의 다른 유형의 굴착 기계가 필요했다. 이 5년간의 준설 기간 동안 약 300대의 이 기계들이 사용되었다. 하청업체의 굴착 가격은 단가 기준 – 입방미터당 프랑 – 으로 결정되었으며, 이는 굴착한 토양 유형에 따라 달라졌다. 궁극적으로 보렐, 라발레 앤드 컴퍼니는 주 운하에서 굴착된 7천4백만 입방미터 중 75%를 제거했다. 그리고 그 작업의 대부분은 1867년에서 1869년 사이에 이루어졌다. 또 다른 프랑스 계약자인 알퐁스 쿠브르는 육상에서 버킷 체인 굴삭기를 처음으로 사용한 것으로 알려져 있으며, 1863년부터 1868년까지 그의 굴삭기 7대를 사용하여 약 8백만 입방 야드의 재료를 굴착했다.
같은 기간, 포트사이드의 제티도 뒤소 형제에 의해 건설되었다. 그들은 20톤 콘크리트 블록을 지중해에 투하하여 하나는 1.5마일 길이, 다른 하나는 2마일 길이의 두 개의 제티 구조물을 만들었다. 블록은 기계식 엘리베이터로 시멘트, 석회, 물을 부어 조립 라인 방식으로 생산되었다. 나무 틀에서 두 달 동안 양생된 후, 바지선에 실려 바다에 떨어뜨려졌다. 제티 건설에 3만 개의 블록이 사용되었다.
1867년, 회사는 개통 준비를 위해 요금 체계를 개발하기 시작했다. 같은 해, 회사는 이미 거의 완성된 북부 구간을 통해 별도의 남부 접근 운하로 물품을 운송하는 요금을 부과하기 시작하여 연간 수백만 프랑의 수익을 올렸다. 회사는 희망봉을 통과하여 연간 운송되는 1천만 톤의 물품 중 절반이 운하를 통과할 것으로 추정했다. 일부 불만이 있은 후, 톤당 10프랑, 승객당 10프랑이라는 수치가 발표되었다.
정치적으로 이 시기, 회사 노동자들은 1865년 콜레라 발병을 겪었으며, 이로 인해 부아쟁의 아내를 포함한 수백 명의 유럽인과 1,500명 이상의 아랍인 및 이집트인이 사망했다. 오스만 술탄은 1866년 프랑스의 화해 프레임워크를 승인했다. 1866년까지 운하 지역에는 약 8,000명의 유럽인과 10,000명의 아랍인 및 이집트인이 정착했다. 1867년과 1868년에는 운하 지역의 총 인구가 각각 26,000명과 34,000명으로 증가했다. 운하 지역에 정착하는 이주민의 다양성과 수가 증가함에 따라 이스마일은 누바르에게 치외법권 제도에서 혼합 재판소 제도로 사법 시스템을 개정하는 10년간의 여정을 시작하도록 지시했다. 회사는 1867년 세계 예술 산업 박람회에서 50년 만기 채권 형태로 추가 1억 프랑(400만 파운드) 상당의 부채를 팔아 프로젝트를 완료하려 시도했다. 남은 미판매 채권은 프랑스 정부가 승인한 복권으로 판매되었다.
두 개의 댐이 그레이트비터호의 채워짐을 막아 운하의 완성을 지연시켰는데, 하나는 북쪽에, 다른 하나는 남쪽에 있었다. 1869년 초 이스마일이 참관한 호수 채우기 의식을 위해 호수 북쪽의 세라피움 능선에 있는 바위 지형이 개간되었다. 웨일스 공은 1869년 봄, 초기 호수 채우기 의식 직후 아직 호수가 채워지는 동안 운하 지역을 방문했다. 웨일스 공은 이 지역에 머무는 동안 이스마일리아의 샬레에 머물렀다. 바위투성이의 찰루파 능선에 있는 남쪽 댐은 1869년 8월 15일에 파괴될 때까지 홍해와 지중해를 연결하지 못했다. 그 전에는 수에즈와 남쪽 댐 사이의 남은 10마일 구간의 흙을 손으로 파냈다. 운하의 평균 최종 폭은 200피트였고, 상단은 300피트, 깊이는 최소 26피트였다.
회사와 이스마일은 1869년 11월 17일 운하 개통을 위해 1백만 프랑을 따로 마련했다. 개통 시 1천 명의 손님을 초대했다. 외제니 황후와 이스마일이 주요 볼거리였다. 약 60척의 다국적 함대는 포트사이드에서 이스마일리아로 남쪽으로 향했고, 그곳에서는 승마 시범, 사격 대회, 줄타기, 춤추는 곰을 가진 아르메니아인, 수금 연주를 하는 이탈리아인, 아랍 검무, 유리 세공, 화염 먹기, 뱀 부리기, 저글링, 춤추는 더르비시, 벨리 댄서, 꾸란 암송, 아랍 시 암송, 매춘, 음식, 음료 등 막대한 비용이 지출된 축제가 열렸다. 11월 19일, 함대는 수에즈로 남쪽으로 향했다.
요약하자면, 레셉스의 자서전에 따르면 운하의 총 건설 비용은 11,627,000 파운드였다. 이 비용은 8백만 파운드의 초기 자본금(1858년), 약 4백만 파운드의 법적 결정 보상금(1864년 및 1866년), 그리고 4백만 파운드의 채권 발행(1867년)으로 충분히 충당되었다.

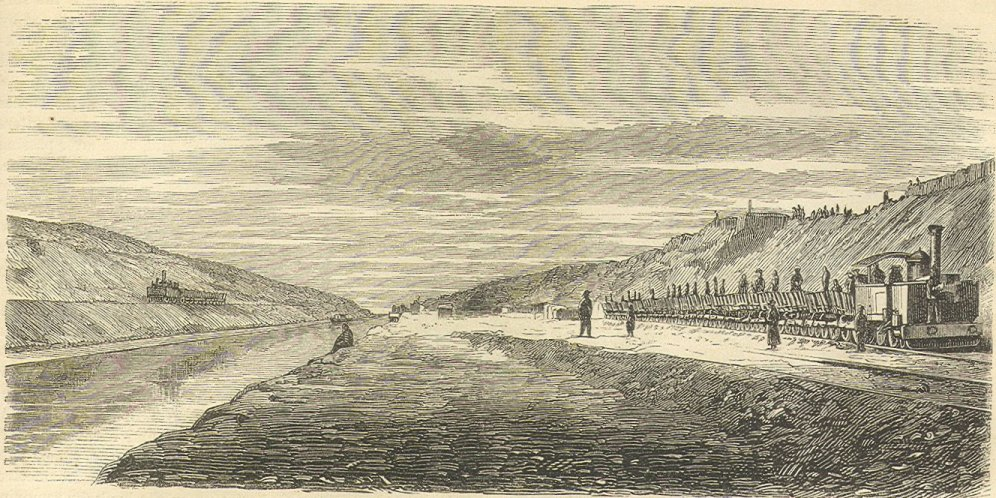
건설 열차
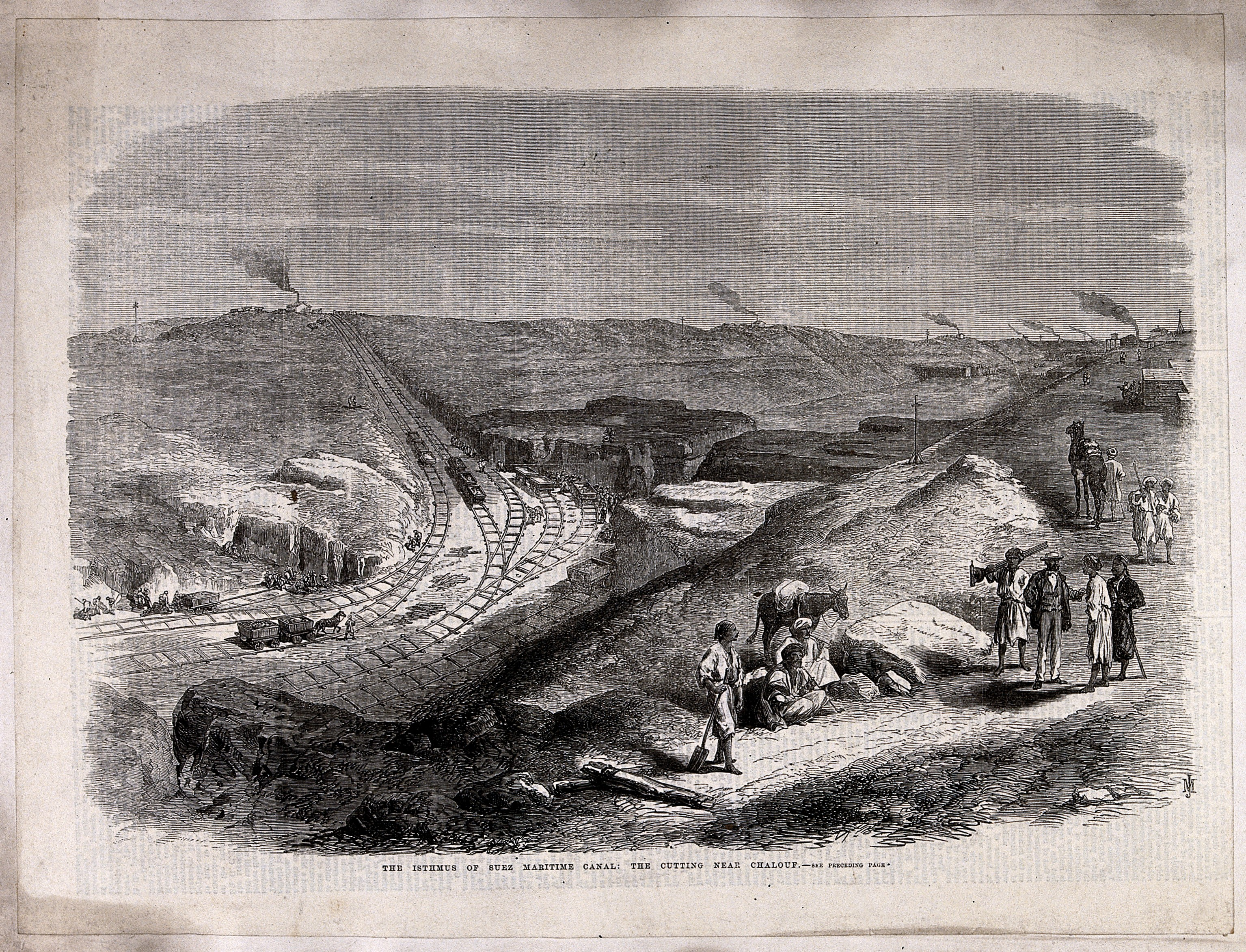
찰루파 능선 작업
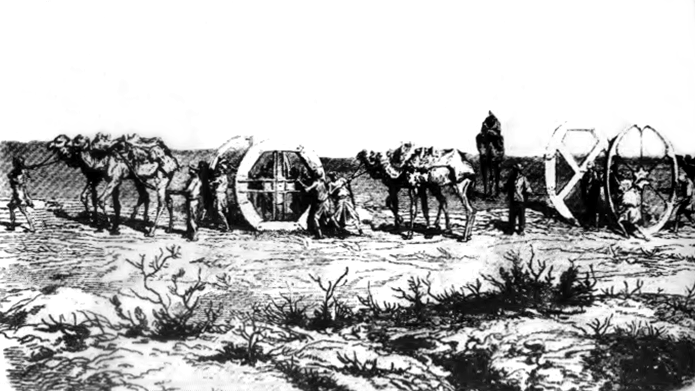
수에즈 운하 건설 노동자들
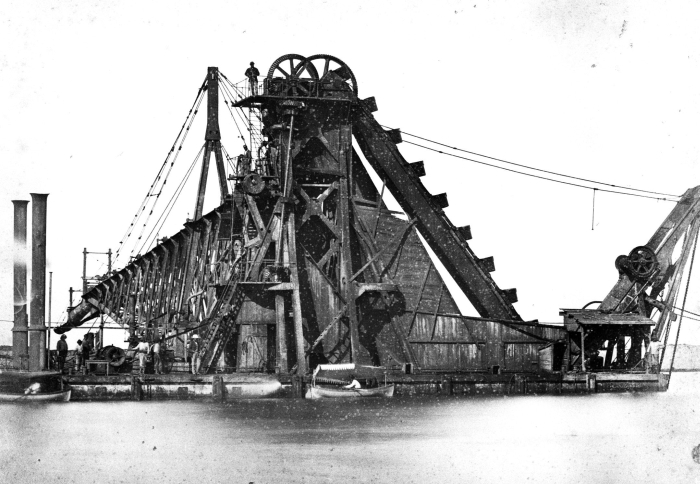
준설기
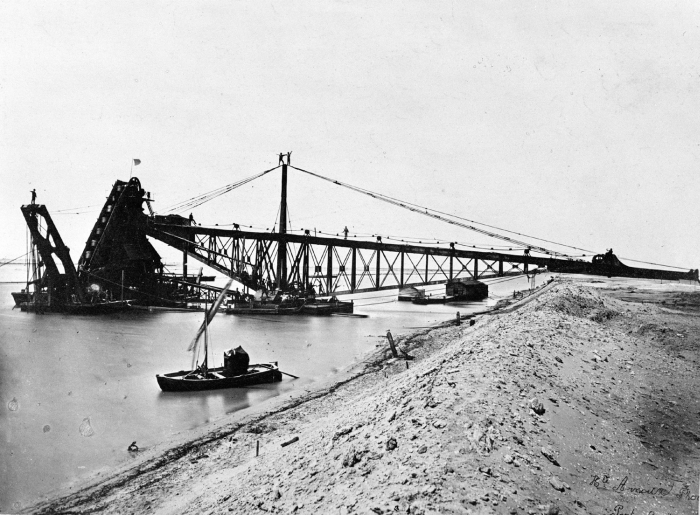
준설 작업
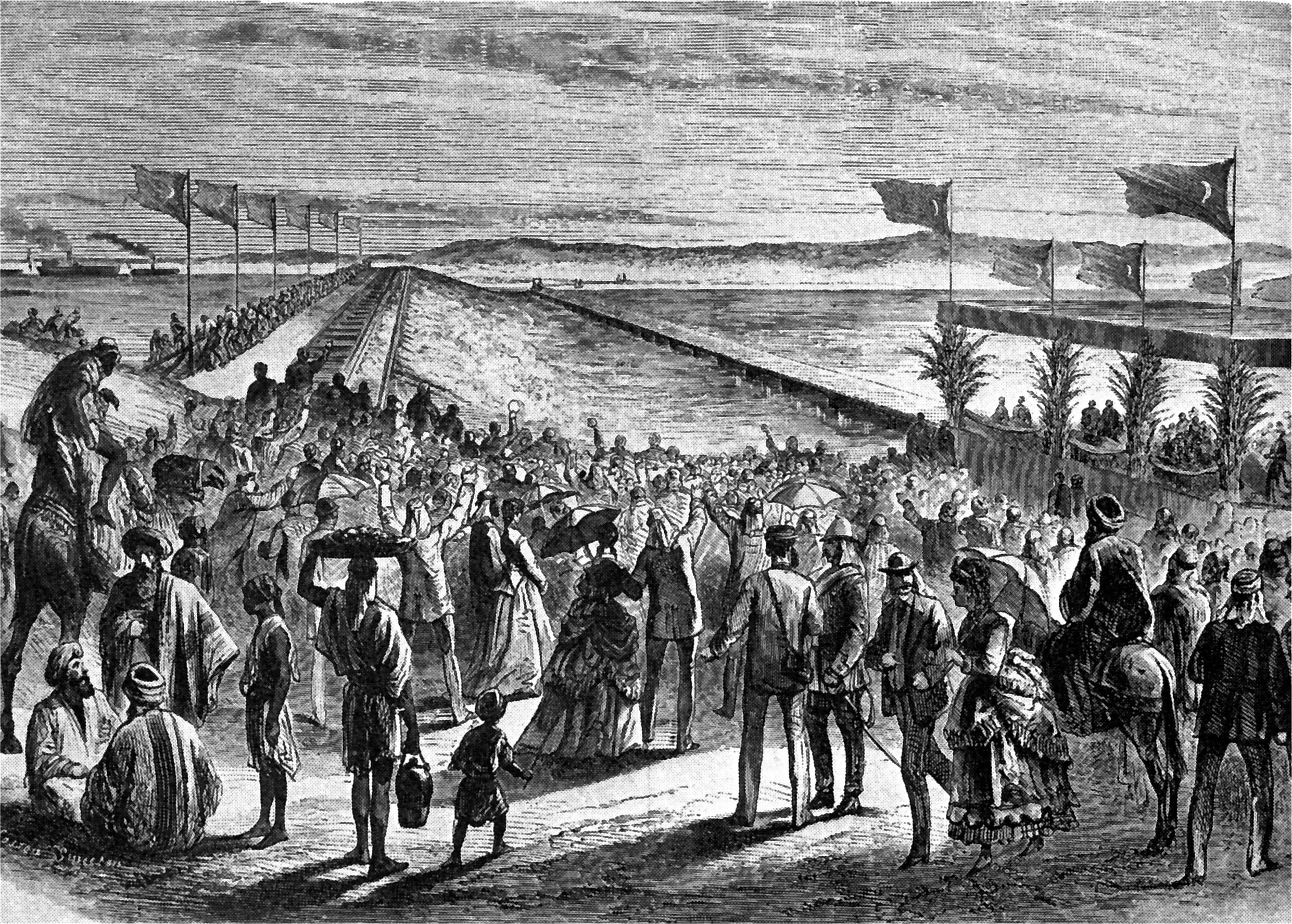
1869년 개통식, 판화
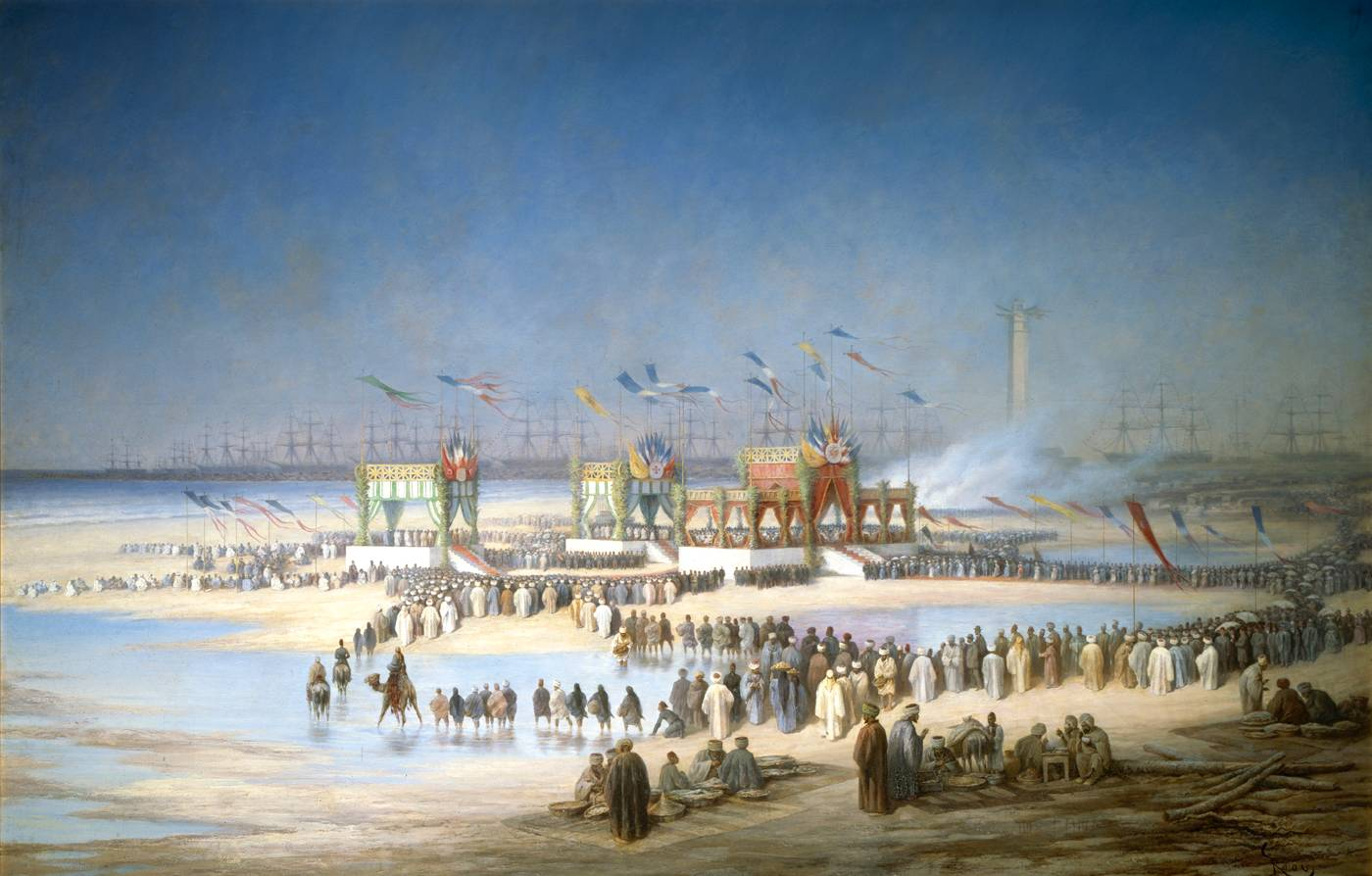
1869년 에두아르 리우의 개통식 삽화

## 초기 운영

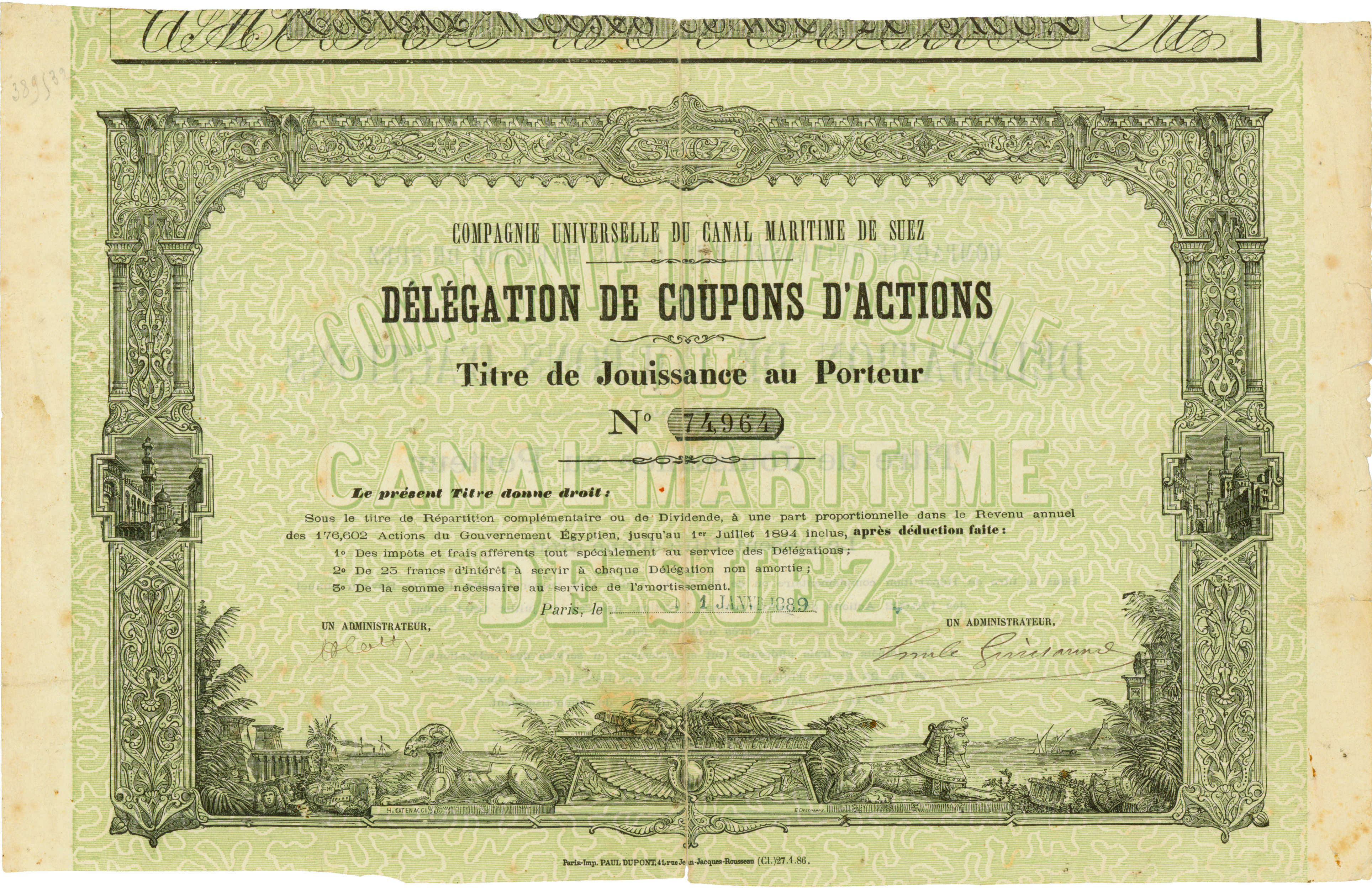
1889년 1월 1일 발행된 수에즈 회사 증권

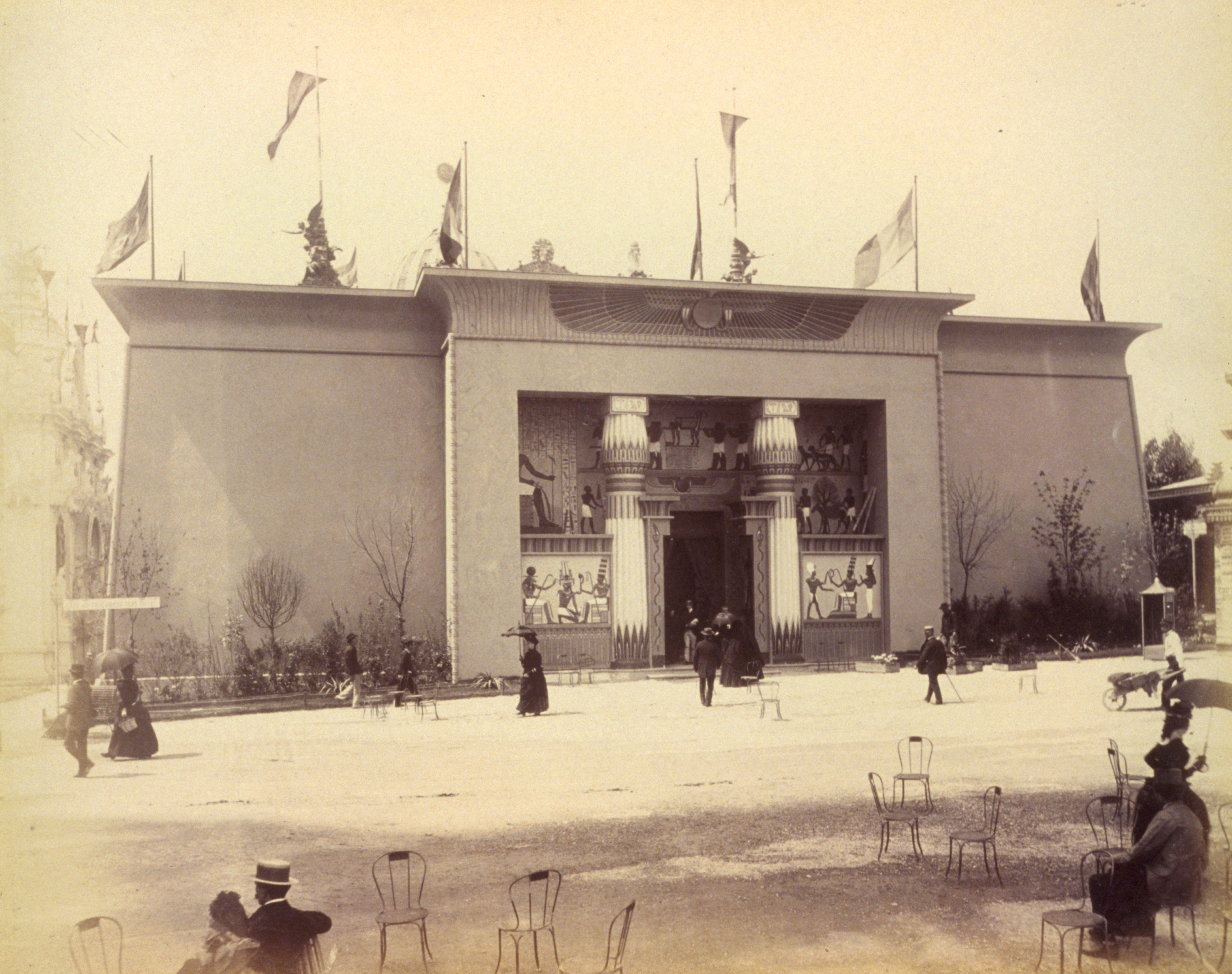
1889년 만국 박람회의 수에즈 운하 회사 파빌리온

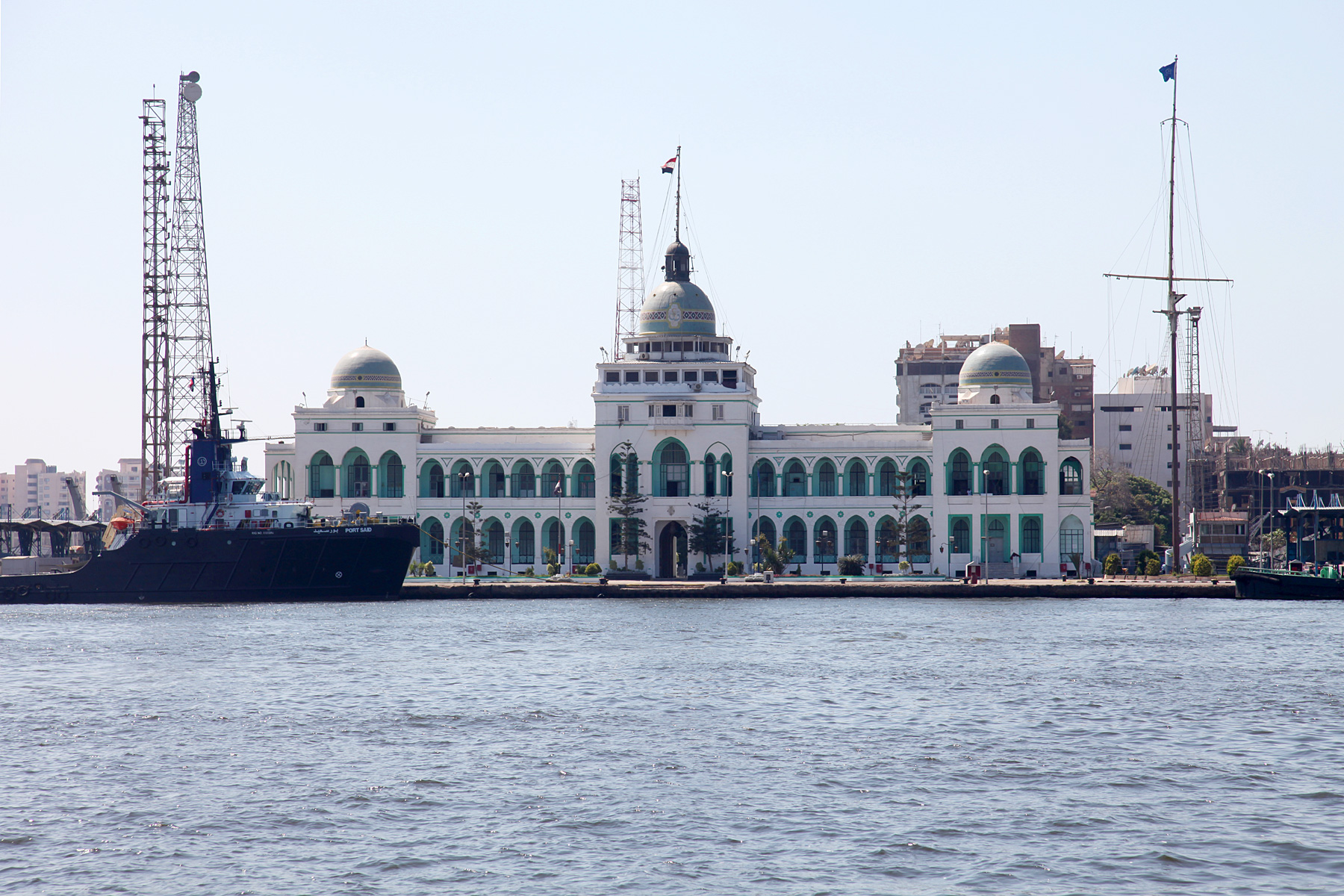
1890년대 초 에드몽 코뉴가 건설한 수에즈 회사 사무실, 현재 포트사이드의 수에즈 운하 하우스

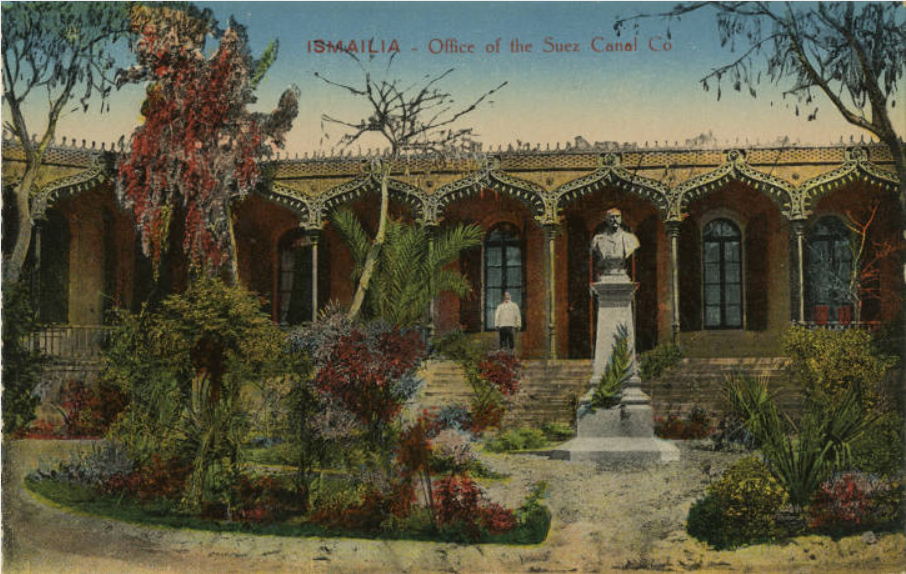
20세기 초 이스마일리아의 수에즈 운하 회사 사무실 엽서

1870년에 약 500척의 선박이 약 40만 톤의 화물을 싣고 운하를 통과했는데, 이는 1867년에 예상했던 5백만 톤보다 훨씬 적은 양이었다. 이 중 4분의 3은 영국에서 왔다. 1871년에는 더 많은 톤수가 통과했지만, 여전히 1백만 톤 미만이었다. 1872년, 1873년, 1874년의 선박 톤수는 각각 1,439,000톤, 2,085,000톤, 2,424,000톤이었다.
초기 5년(1870~1874)간의 통행료 수입은 다음과 같다: 206,373 파운드, 359,747 파운드, 656,305 파운드, 915,853 파운드, 994,375 파운드.
1873년, 이스마일은 이집트의 다른 인프라 건설을 계속하기 위해 3천만 파운드(운하 건설 비용의 두 배 이상)를 빌렸다. 1875년까지 이집트 국고는 1억 파운드의 빚을 지게 되었고, 어떤 대출 기관도 이스마일에게 수백만 파운드의 12월 채무 할부금을 지불하기 위해 돈을 빌려주지 않았다. 소시에테 제네랄은 채무 할부금 지불 대가로 수에즈 운하 회사의 그의 주식에 관심을 가졌지만, 영국 총리 벤저민 디즈레일리는 신속하게 의회와 빅토리아 여왕의 허가를 받아 라이어널 드 로스차일드로부터 4백만 파운드의 대출을 받아 영국 정부를 대신하여 이스마일로부터 17만 7천 주를 매입했다. 이 제안은 프랑스 제안보다 약간 더 컸고, 이스마일은 자신의 주식 증서를 영국 영사관에 직접 전달했다. 1875년 12월까지 영국은 수에즈 운하 회사의 최대 주주가 되어 주식의 44퍼센트를 소유하게 되었다. 그러나 회사의 나머지 56%의 주식은 프랑스 주주들의 소유로 남아 있었다.
1876년, 이스마일은 다시 정부 부채 상환 문제에 직면했고, 이집트의 재정을 관장할 국제 위원회인 이중 관리에 참여할 수밖에 없었다. 위원회 가입 조건으로 케디베의 수에즈 운하 통행료 수수료 15%에 대한 권리가 매각되었다. 구매자는 프랑스 은행이었고, 가격은 2,200만 프랑이었다.
1879년, 이스마일은 오스만 술탄에 의해 퇴위당하고 타우피크로 교체되었다. 타우피크는 1880년 대령 아흐마드 오라비의 민족주의 봉기 동안 지도력에 도전받았다. 1882년 반유럽 폭동에 대응하여 영국은 군대를 상륙시켜 운하를 점령하고 이집트에 대한 보호령을 개발하여 크로머 경을 최고 통치자로 앉혔다.
1888년 콘스탄티노플 협약은 운하를 영국의 보호 아래 중립 지대로 선언했다. 이 협정은 1904년, 영국과 프랑스 간의 영불 협상과 같은 해에 발효되었다.

## 제1차 세계 대전 및 전간기
영국은 제1차 세계 대전 중 운하에 10만 명 이상의 병력을 배치했다. 이 운하는 전쟁 중 오스만 제국에 대항하는 T. E. 로런스와 파이살의 아랍 반란을 지원하는 데 사용되었다. 이집트는 1922년에 독립국으로 선언되었지만, 영국은 여전히 운하를 방어할 권리를 주장하며 1930년대까지 그곳에 병력을 주둔시켰다. 1920년대와 1930년대 동안 회사의 이익은 크게 증가했다.
1938년, 베니토 무솔리니는 이탈리아가 수에즈 운하에 영향권을 가져야 한다고 요구했으며, 특히 이탈리아 대표가 회사의 이사회에 포함되어야 한다고 요구했다. 이탈리아는 수에즈 운하에 대한 프랑스의 독점에 반대했는데, 이는 회사의 프랑스 지배하에 이탈리아령 동아프리카 식민지로 향하는 모든 이탈리아 상선 교통이 운하에 진입할 때 통행료를 지불해야 했기 때문이었다.

## 제2차 세계 대전부터 수에즈 위기까지
영국은 제2차 세계 대전 동안 독일군과 아프리카 군단으로부터 운하를 확보했다. 제2차 세계 대전 직후, 석유 운송으로 인해 회사 수익이 크게 증가했고, 회사는 이 수입의 상당 부분을 유보했다. 1952년까지 회사는 네 가지 다른 준비금 계정을 보유하고 있었다: 법정 준비금 4억 3천만 프랑, 특별 준비금 70억 프랑, 비상 기금 17억 2천만 프랑, 연금 기금 78억 1천만 프랑. 1940년대에 자크 조르주-피코가 회사에 온 후, 이사회는 투자 자문가를 고용하기 시작했고, 1940년대 후반에는 회사가 에어 프랑스, 에어리퀴드, 식민지 설탕 정제소, 석탄 채굴 회사, 철도 회사, 전기 회사, 아프리카 산림 및 농업 회사, 마다가스카르의 리오네즈에 투자했다. 무함마드 알리 가문의 파루크 왕은 1952년 군사 쿠데타로 축출되었고, 결국 가말 압델 나세르 대령이 이집트의 지도자가 되었다. 1950년대 중반까지 운하 교통량은 연간 1억 2천 2백만 톤에 달했으며, 그 중 절반 이상이 석유 운송이었다. 세계은행이 아스완에 나일강을 가로지르는 댐 건설을 위한 대출을 거부하자, 나세르는 1956년 7월 26일에 이집트가 운하를 국유화한다고 선언했다. 이에 대응하여 영국, 프랑스, 이스라엘은 이집트를 공격하고 포트사이드의 상당 부분을 파괴했다. 미국이 이 조치를 승인하지 않자 운하는 이집트로 반환되었다. 다음 10년 동안 운하는 이집트에 의해 운영되었고, 이집트는 수에즈 운하 회사에 그 사용료를 지불했다. 1967년 또 다른 전쟁이 이스라엘과 발생하여 침몰된 선박으로 운하가 통행 불가능하게 되었다. 운하는 캠프 데이비드 협정 이후인 1975년까지 재개통되지 않았다. 1980년대 초 석유 파이프라인이 선박 교통 사업을 침식한 후 운하를 통한 교통량이 감소하기 시작했다. 1990년대 후반 회사가 폐업한 후, 운하는 이집트에 연간 20억 달러의 수익을 창출했다.

## 1956년 이후 발전
수에즈 위기 이후, 수에즈 회사는 다각화된 투자 회사로 재탄생했다. 1959년에는 은행 자회사인 Banque de la Compagnie Financière de Suez를 설립했고, 1966년에는 수에즈가 금융가 잭 프랑세스의 대기업인 Union des mines La Hénin과 합병한 후 Banque de Suez et de l'Union des mines로 이름을 변경했다. 이 은행은 1975년에 인도차이나 은행과 합병하여 방크 앵도쉬에즈를 형성했고, 수에즈 회사는 결국 1996년에 크레디 아그리콜에 매각했다. 한편, 1972년 수에즈 회사는 또 다른 은행인 크레디 앵뒤스트리엘 에 코메르시알의 지배권을 획득했지만, 1980년대에 포기했다.
1982년 국유화와 1987년 민영화 이후, 1988년 수에즈 회사는 소시에테 제네랄 드 벨지크의 경영권 인수에 성공적으로 참여하여 활동 포트폴리오를 크게 확장했다.

## 파리 본사 건물

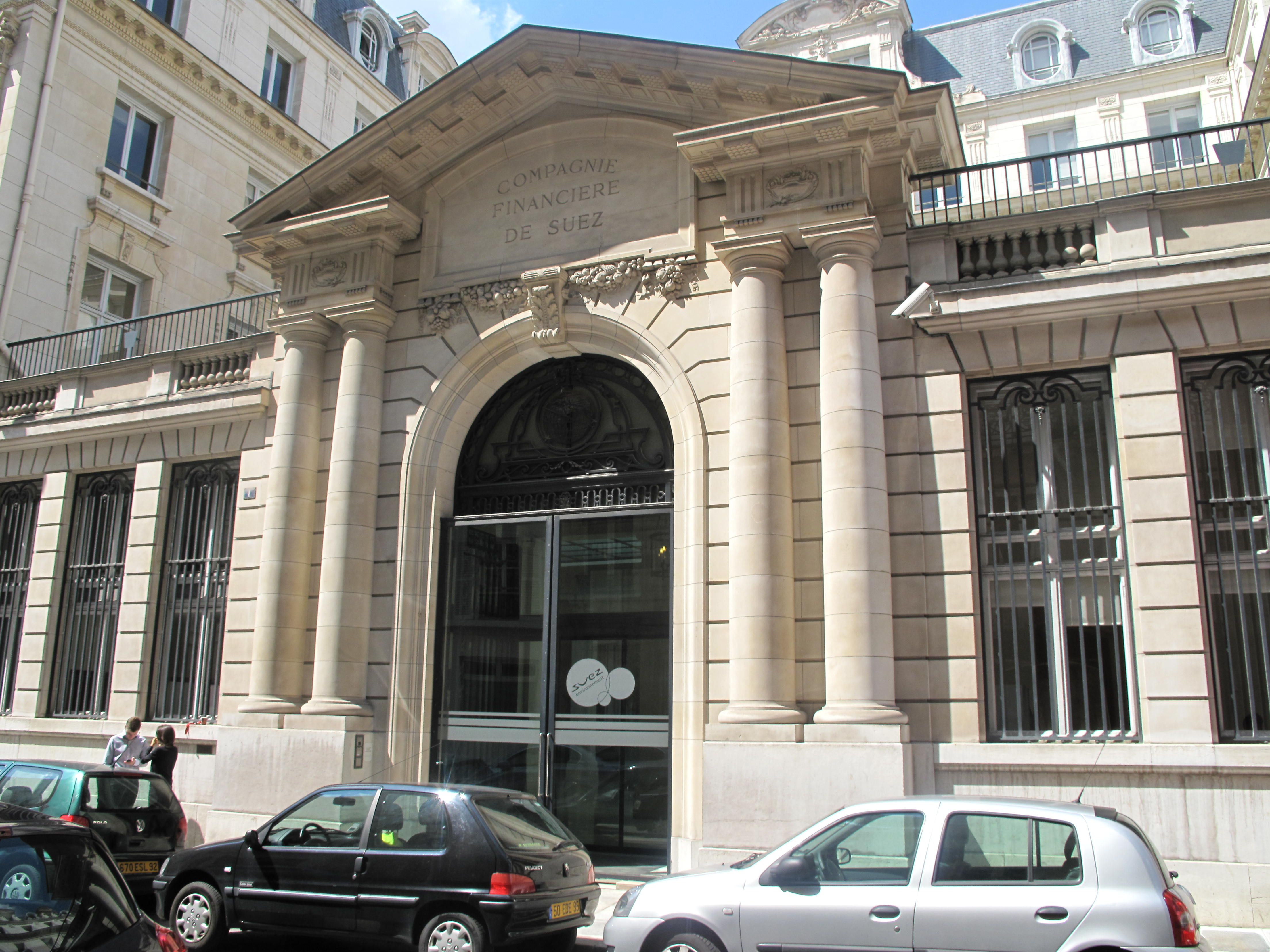
2010년 본사 건물 입구, 회사 이름이 지워지기 전

아스토르가 1번지의 화려한 건물은 1911년부터 1913년까지 건축가 앙리 폴 네노의 설계로 수에즈 운하 회사를 위해 지어졌다. 수에즈 회사는 오랫동안 본사 주소와 관련하여 구어적으로 "아스토르가의 노부인"(프랑스어: la vieille dame de la rue d'Astorg)으로 알려져 있었다.
수에즈 회사가 리오네즈 데조와 합병한 후, 이 건물은 제너럴 일렉트릭의 부동산 부문에 매각되어 2000년대 초에 리모델링되었다. 2006년에는 페르디낭 드 레셉스와 수에즈 운하 기념 협회(Association du Souvenir de Ferdinand de Lesseps et du Canal de Suez)의 주도로 이전 이사회실에 수에즈 운하 역사를 다루는 박물관이 조성되었다. 2015년 5월부터는 법률 사무소 클리퍼드 찬스의 파리 사무소로 사용되고 있다.

## 의장
- 페르디낭 드 레셉스 (1855년 – 1894년 12월 7일)
- 쥘 기샤르 (1892년 12월 17일 – 1896년 7월 17일) (1894년 12월 7일까지 드 레셉스 대행)
- 오귀스트-루이-알베릭, 아렌베르그 공작 (1896년 8월 3일 – 1913년)
- 샤를 조나르 (1913년 5월 19일 – 1927년)
- 루이 드 보귀에 (1927년 4월 4일 – 1948년 3월 1일)
- 프랑수아 샤를-루 (1948년 4월 4일 – 1957년)
- 자크 조르주-피코 (1957년 – 1971년 5월)
- 미셸 카플랭 (1971년 5월 – 1981년 5월)
- 필리프 말레 (1981년 5월 – 1982년 2월)
- 조르주 플레스코프 (1982년 2월 – 1983년 3월)
- 장 페를레바드 (1983년 3월 – 1986년 7월)
- 르노 드 라 제니에르 (1986년 7월 – 1990년 10월)
- 제라르 웜즈 (1990년 10월 – 1995년 7월)
- 제라르 메스트랄레 (1995년 7월 – 1997년 6월)

## 같이 보기
- 농노해방령
- 1873년 공황
- 포트사이드 등대
- 1948년 아랍-이스라엘 전쟁
- 옐로우 플리트
- 수에즈 (1997년 설립된 기업)
- 수에즈 (2008년 설립된 기업)

## 추가 자료
- Carminati, Lucia. Seeking Bread and Fortune in Port Said: Labor Migration and the Making of the Suez Canal, 1859–1906 (University of California Press, 2023) see also review of this book